# Schoenherria squamulifera
Schoenherria squamulifera är en skalbaggsart som beskrevs av Brenske 1897. Schoenherria squamulifera ingår i släktet Schoenherria och familjen Melolonthidae. Inga underarter finns listade i Catalogue of Life.